# Halichaetonotus spinosus
Halichaetonotus spinosus is een buikharige uit de familie Chaetonotidae. Het dier komt uit het geslacht Halichaetonotus. Halichaetonotus spinosus werd in 1979 voor het eerst wetenschappelijk beschreven door Mock. 